# ジョー・サトリアーニ (アルバム)
『ジョー・サトリアーニ』（Joe Satriani）は、アメリカ合衆国のギタリスト、ジョー・サトリアーニが1995年に発表した6作目のスタジオ・アルバム。

## 背景
ローリング・ストーンズ、レッド・ツェッペリン、ザ・フー等との仕事で知られるグリン・ジョンズがプロデューサーに起用され、従来のサトリアーニの作品でオーバー・ダビングが多用されていたのに対し、本作ではジャム的な要素が重視された。なお、サトリアーニは2020年のインタビューにおいて、ジョンズから「君の仕事は、聴き手に気に入られるか否かの方向性を決めることではなく、ギターを弾くことだ」と言われたと振り返っている。

## 反響
アメリカでは1995年10月28日付のBillboard 200で初登場51位となり、合計7週トップ200入りするが、前作『タイム・マシーン』（1993年）に引き続き、全米トップ40入りを逃す結果となった。一方、全英アルバムチャートでは3週トップ100入りして最高21位を記録し、『ジ・エクストリーミスト—極—』（1992年）より3作連続で全英トップ40入りを果たした。

## 評価
第39回グラミー賞では、収録曲「（ユー・アー）マイ・ワールド」が最優秀ロック・インストゥルメンタル・パフォーマンス賞にノミネートされた。
Shawn M. Haneyはオールミュージックにおいて5点満点中2.5点を付け「主なセッションでアンディ・フェアウェザー・ロウ（リズムギター）、ネイザン・イースト（ベース）、マヌ・カチェ（ドラムス）を迎え、サトリアーニはソウルフルなグルーヴと、魅惑的でありつつ分かりやすいリフという、彼自身の本来の音楽性に没入し、寛いでいる一方で激しさも伴ったジャムを創造している」と評している。また、『CDジャーナル』のミニ・レビューでは「ブルース調ギター・インスト・アルバム」と評されている。

## 収録曲
全曲ともジョー・サトリアーニ作曲。
1. クール#9 - Cool #9 - 6:00
2. イフ - If - 4:48
3. ダウン・ダウン・ダウン - Down, Down, Down - 6:12
4. ルーミナス・フレッシュ・ジャイアンツ - Luminous Flesh Giants - 5:55
5. S.M.F. - S.M.F. - 6:43
6. ルック・マイ・ウェイ - Look My Way - 4:01
7. ホーム - Home - 3:27
8. モロカン・サンセット - Moroccan Sunset - 4:23
9. キラー・ビー・バップ - Killer Bee Bop - 3:48
10. スロー・ダウン・ブルーズ - Slow Down Blues - 7:25
11. （ユー・アー）マイ・ワールド - (You're) My World - 3:56
12. シッティン・ラウンド - Sittin' 'Round - 3:38

## 参加ミュージシャン
- ジョー・サトリアーニ - エレクトリック・ギター(all songs)、ベース(on #4, #11)、ボーカル(on #6)、ドブロ・ギター(on #10)、スライドギター(on #10)、ハーモニカ(on #10)、ラップ・スティール(on #12)
- アンディ・フェアウェザー・ロウ - リズムギター(on #1, #2, #3, #4, #5, #7, #8, #9, #10, #12)
- エリック・ヴァレンタイン - ピアノ(on #1)、ベース(on #4)、キーボード(on #4)、パーカッション(on #4)
- ネイザン・イースト - ベース(on #1, #2, #3, #5, #7, #8, #9, #10, #12)
- マット・ビソネット - ベース(on #6)
- マヌ・カチェ - ドラムス(on #1, #2, #3, #5, #7, #8, #9, #10, #12)
- イーサン・ジョンズ - ドラムス(on #4)
- ジェフ・キャンピテリ - ドラムス(on #11)
- グレッグ・ビソネット - パーカッション(on #6)